# フリッツ・バッテンバーグ・ビーチェル転位
フリッツ・バッテンバーグ・ビーチェル転位（フリッツ・バッテンバーグ・ビーチェルてんい、英: Fritsch–Buttenberg–Wiechell rearrangement）は、1,1-ジアリール-2-ブロモ-アルケンをアルコキシドのような強塩基の存在下で1,2-ジアリール-アルキンへ転位する化学反応であり、Paul Ernst Moritz Fritsch (1859–1913)、Wilhelm Paul Buttenberg、Heinrich G. Wiechellによって名付けられた。
この転位反応はアルキル基でも可能である。

## 反応機構
強塩基がビニル水素を脱プロトン化し、α脱離によってビニルカルベンを形成する。そして、1,2-アリールから目的の1,2-ジアリール-アルキンが作られる。

## 応用
長いポリインをこの反応によって合成する研究が行われた。